# Robert Kowalski
Robert Anthony Kowalski také Bob Kowalski (* 15. května 1941 Bridgeport, Connecticut) je americký vědec zabývající se logikou a informatikou. Jeho předci jsou polského původu. Převážnou část své kariéry strávil ve Spojeném království. Jeho jméno je nejvíce spojováno s vývojem logického programování, především procedurální interpretací Hornových klauzulí. Byl jedním z prvních vývojářů abduktivního logického programování, ve kterém jsou logické programy rozšířeny o integritní omezení a nedefinované abduktivní predikáty.

## Životopis
Vzdělání dosáhl na Chicagské univerzitě, na univerzitě v Bridgeportu získal v roce 1963 titul bakalář. Titul Magistr v matematice získal v roce 1966 na Stanfordově univerzitě a poté na Varšavské univerzitě. Na univerzitě v Edinburghu získal v roce 1970 doktorský titul v informatice.
V letech 1970 až 1975 působil jako výzkumný pracovník na univerzitě v Edinburghu. Od roku 1975 byl členem profesorské stolice na Imperial College London v oboru počítačová logika. V roce 1999 získal post emeritního profesora. Roku 1991 byl dosazen na pozici výzkumného pracovníka Americké asociace pro umělou Inteligenci. O 8 let později se věnoval práci pro evropskou koordinační komisi pro umělou inteligenci a následovně pro Asociaci pro počítačovou techniku.
Svému výzkumu se věnoval společně s Donaldem Kuehnerem. Jeho jméno je spojováno s příspěvky věnovanými logickému programování, počínaje procedurální interpretací Hornových klauzulí. Přispěl k vývoji minimálního modelu a sémantiky pevného bodu Hornových klauzulí za asistence Maartena van Emdena. S Marekem Sergotem vyvinul aplikaci logického programování a s Farivem Sadrim prostředek, v němž je víra reprezentována logickými programy a cíle omezením integrity. Je jedním z prvních vývojářů abdukovaného logického programování, v němž jsou logické programy rozšířeny omezením integrity a nedefinovatelnými, abdukovanými výroky.